# Raoul Dastrac
Raoul Dastrac est un peintre français, né à Aiguillon le 9 octobre 1891 et mort à Aiguillon le 9 avril 1969 .

## Biographie
Après avoir passé son baccalauréat à Agen, il monte à Paris où il devient l'élève de Jean-Paul Laurens, de Paul Albert Laurens et d'Adolphe Déchenaud à l'école des beaux-arts de Paris. Mobilisé pendant la Première Guerre mondiale, il transporte des troupes sur la Voie Sacrée en 1916, ou assure des liaisons avec les troupes anglaises sur la Somme en 1917. Après la guerre, il retourne à l'école des beaux-arts.
Il se forme aussi en fréquentant le musée du Louvre où il admire Frans Hals, Paul Cézanne et Rembrandt dont il admire le tableau Le bœuf écorché.
Il commence par peindre une série consacrée aux toits de Paris et des scènes intimistes à la manière de Pierre Bonnard.
Il se lie d'amitié avec le sculpteur Daniel-Joseph Bacqué, gascon comme lui. Leurs ateliers sont voisins dans la rue du Pot de Fer, derrière le Panthéon. Il fréquente les peintres comme le québécois Rodolphe Duguay ou le savoyard Adrien Ouvrier.
Il expose dès 1922 au Salon des artistes français où il obtient une mention honorable en 1923.
En 1927, il rencontre un amateur d'art australien, Sir Georges Tallis, qui lui achète la totalité de ses peintures. La même année, il hérite de la fortune de son père gagnée en travaillant en Argentine qui va lui permettre de vivre confortablement et de voyager dans le monde entier. Il pose son chevalet à Cahors ou Avignon, en Italie ou aux États-Unis. En 1929, il se fait construit un hôtel particulier au 21, rue Victor Duruy.
Il cesse de peindre en 1939 et devient un collectionneur d'art en se passionnant pour les œuvres de Watteau, Hubert Robert, Rembrandt, Van Ruysdael.

## Œuvres
- La cuisine et les confitures à Aiguillon (1923), collection particulière.
- Le poêle, collection particulière.
- Les bateaux-lavoirs à Paris, collection particulière.
- Le Pont Marie, collection particulière.
- La Garonne à Port-Sainte-Marie, collection particulière.
- Les terrasses de Saint Cloud, collection particulière.
- Autoportrait, musée Raoul Dastrac (Aiguillon).
- Nature morte au pichet vert, musée Raoul Dastrac.
- La rue Fernand Sabatté, musée Raoul Dastrac.
- Nature morte a la tourtière, musée Raoul Dastrac.
- Romanichels, musée Raoul Dastrac.
- Aiguillon sous la neige, musée Raoul Dastrac.

## Musée Raoul-Dastrac

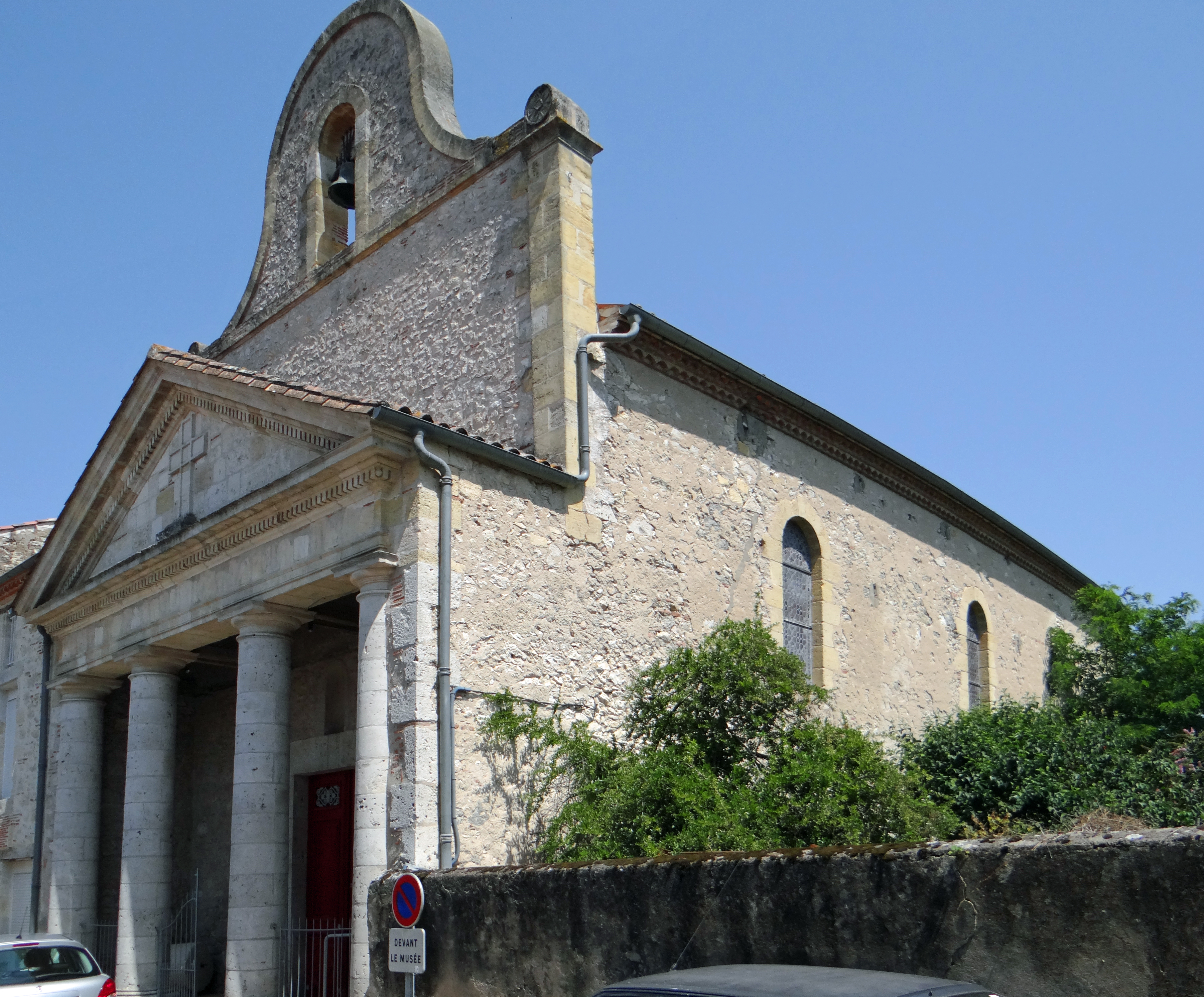
Musée Raoul Dastrac

Le musée Raoul Dastrac a ouvert à Aiguillon, rue de la République, dans l'ancienne chapelle Notre-Dame-du-Lot, en 1991. Une exposition Hommage aux peintres aiguillonnais - Fernand Sabatté, Raoul Dastrac et Louis Lamarque s'y est tenue en juin-juillet 2007.
Une vingtaine de tableaux de Raoul-Dastrac y sont exposés.